# Cyanopterus rutilans
Cyanopterus rutilans är en stekelart som beskrevs av Turner 1919. Cyanopterus rutilans ingår i släktet Cyanopterus och familjen bracksteklar. Inga underarter finns listade i Catalogue of Life.